# Verkrachte Existenzen
Verkrachte Existenzen ist der Titel eines deutschen Filmdramas von 1924.

## Handlung
Der verkommene Hans von Gleichen wird nach Amerika geschickt. Auf der Überfahrt verführt er ein Mädchen, das er darauf im Stich lässt. Ihr Kind, Anita, wird von dem alten Gleichen, dem Oheim des Verführers, an Kindesstatt angenommen. Nach Jahren kehrt Hans von Gleichen als gebrochener Mann und mittellos in die Heimat zurück und endet im Asyl für Obdachlose.
In derselben Nacht erliegt der alte Gleichen einem Herzschlag, gerade als ein Einbrechertrio, Emil, Mieze und Max, einen Einbruch in seine Villa verübt. Angesichts des Toten fliehen die Verbrecher, um nicht in den Verdacht des Mordes zu kommen. Emil und Mieze fahren ins Ausland. Max verbirgt sich im Asyl für Obdachlose und kommt gerade zurecht, um dem sterbenden Gleichen die Augen zuzudrücken, nachdem ihm dieser seine Papiere anvertraut hat. Im Besitz dieser Papiere verschafft sich Max als Hans von Gleichen Zutritt in die Familie des verstorbenen Grafen. Schließlich heiratet er Anita. Er beginnt ein ausschweifendes Leben, das ihn mit Emil zusammenführt, den er in das gräfliche Haus aufnimmt. Anita verlässt ihren Mann, als er es ablehnt, sie gegen die Zudringlichkeiten Emils in Schutz zu nehmen.
Mieze, die im Ausland „Dame“ geworden ist und ebenso wie Emil vom Spiel gelebt hat, wird die Braut eines Modehausbesitzers. In demselben Modehaus findet Anita eine Anstellung. Sie erwirbt bald das Vertrauen ihres Chefs und gerät dadurch in Konflikt mit dessen Braut, die in ihr eine Nebenbuhlerin sieht. Auf einer Geschäftsreise, auf der sie ihren Chef begleitet, begegnet Anita ihrem früheren Mann, worauf sie sogleich ihre Stellung verlässt. Mieze, von Eifersucht getrieben, ist ihrem Bräutigam nachgereist und trifft mit Anita im Zug zusammen. Es entsteht ein Wortwechsel zwischen den Frauen, in dessen Verlauf auch Emil erscheint, der Mieze verfolgt und diese niederknallt. Nach der Tat springt er aus dem fahrenden Zug und findet dabei den Tod, nicht ohne vorher die Tat eingestanden zu haben und Hans von Gleichen als Max entlarvt zu haben. Hierdurch wird Anita, die zunächst unter Mordverdacht verhaftet worden war, wieder frei und kann, da Mieze ihr nicht mehr im Weg steht, ihren Modehausbesitzer heiraten.

## Produktion und Zensur
Der Film wurde von der Firma Willy Althoff-Film Berlin produziert. Die Bauten erschuf Siegfried Wroblewsky. Er hatte eine Länge von sechs Akten auf 2.056 Metern, ca. 82 Minuten.
Der Filmprüfstelle wurde der Film in einer Länge von sechs Akten auf 1.765 Meter vorgelegt. Das Ergebnis war ein Verbot (Nr. 9049). Nach einer Kürzung um 46 Meter auf nunmehr 1.719 Meter wurde der Film erneut geprüft. Das Verbot wurde erneut bestätigt (Nr. 9095). Daraufhin wurde Beschwerde zur Film-Oberprüfstelle eingelegt. Da der Film erneut geändert wurde, sah sich die Film-Oberprüfstelle außerstande, den abgeänderten Film erneut zu prüfen und entschied somit erneut auf ein Verbot.
Nach Angaben des Deutschen Filminstitut hatte der Film dann plötzlich 2.081 Meter vor und 2.056 Meter nach der erneuten Vorlage bei der Film-Oberprüfstelle am 1. Dezember 1924. Diesmal wurde der Film mit einem Jugendverbot zugelassen (Nr. 9418).
Das heißt im Ergebnis, dass der Film um ca. 11 Minuten verlängert wurde. Die Zensur bestand hier also nicht aus einer Kürzung, sondern aus einer Verlängerung, vermutlich um Szenen einzufügen, die ausreichend Platz für die Darstellung von Gegenwerten lässt. Im Zensurgutachten wird ebendies bemängelt: „Gegenwerte fehlen, wie die Prüfstelle zutreffend feststellt, in dem Bildstreifen völlig.“